# 龙桂林
龙桂林（1919年—2016年3月28日），山西沁县人，中华人民共和国军事将领。

## 生平
1936年，在太原参加抗日救国牺牲同盟会，后来在中央军委一局担任参谋、秘书、代科长。1948年，担任东北铁道纵队第四支队支队长，之后率部队随第四野战军入关，指挥部队抢修铁路。朝鲜战争期间，他担任志愿军铁道兵第3师师长，率部进入朝鲜。1955年，授大校军衔，获三级独立自由勋章、二级解放勋章。之后担任铁道兵学校校长、党委书记，铁道兵学院副院长、中国人民志愿工程队第一支队工程指挥部主任、铁道兵西南指挥部副司令员等职。2016年3月28日在北京去世，享年97岁。